# Флаг Родинского

Городской флаг Родинского — официальный символ города Родинское. Утверждён в 2015 году решением Родинского горсовета. Автор — Виталий Лутфулович Шайгарданов.

## Описание
Полотнище с традиционным соотношением сторон в 2х3 виде декоративно-графического пейзажа бескрайней Донецкой степи: чистое белое небо — символ мира, пространства и свободы (3/4 площади фона) и чёрная земля с ее богатыми полезными ископаемыми (1/4 площади фона), на которой видно три террикона градообразующих шахт «Запорожской», «Краснолиманской» и «Родинской», благодаря строительству которых в 1950 году получил свое название рабочий поселок Родинское.
Объединяет терриконы эмблема шахтерского труда — скрещенные молотки золотого (жёлтого) цвета. В нижней части полотнища знамени изображена пятиконечная звезда золотистого цвета, знак «солнечного камня» — уголь, дающий людям тепло и свет, а также символ в честь многочисленных мировых рекордов добычи угля прославленными шахтерами-земляками.
Венчает шахтерскую Эмблему восьмилучевая звезда белого цвета — символ веры и надежды в лучшее будущее Родинского.